# 虚拟交易
虚拟交易又称「虚拟物品交易」，(英語：In-app purchase,IAP )它是随着网络游戏与网络购物的发展而出现的新名词，它是指在网络空间存在的数字化、非物质化的财产的流动与交易。它包括网络游戏点卡的帐号密码、话费充值卡的帐号密码、游戏账号、游戏货币、游戏账号拥有的各种装备以及网民的电子邮件、网络寻呼等一系列只通过数字或字符发送的商品的交易，与之相关的是虚拟财产。

## 现状
在现在，有很多玩过网络游戏的玩家都进行过虚拟交易，交易方式有购买某游戏商的代币卡、利用手机话费充值、银行账户充值等手段得到虚拟货币或直接在交易平台进行虚拟交易。而近期中华人民共和国的文化部、商务部联合下发《关于网络游戏虚拟货币交易管理工作的通知》，在“通知”中明确规定了许多对虚拟货币与虚拟交易的定义，并且为了杜绝运营商滥发虚拟货币，要对网游中发行虚拟货币进行资质审核，这些都对虚拟交易加大了限制力度。